# LaMoure
Pour les articles homonymes, voir LaMoure (homonymie).
La ville de LaMoure est le siège du comté de LaMoure, dans l’État du Dakota du Nord, aux États-Unis. Sa population, qui s’élevait à 889 habitants lors du recensement de 2010, est estimée à 883 habitants en 2019.

## Géographie
LaMoure est située sur la rive de la James River.

## Histoire
LaMoure a été fondée en 1882 et nommée en hommage à Judson LaMoure, un législateur local (le comté de LaMoure et les localités de Jud et Judson sont également nommés d’après lui).
LaMoure est le siège du comté depuis 1886. Jusqu’à cette date, Grand Rapids abritait le siège.

## Démographie
| 1890 | 1900 | 1910 | 1920  | 1930 | 1940 |
| ---- | ---- | ---- | ----- | ---- | ---- |
| 309  | 457  | 929  | 1 014 | 889  | 990  |

| 1950  | 1960  | 1970 | 1980  | 1990 | 2000 |
| ----- | ----- | ---- | ----- | ---- | ---- |
| 1 010 | 1 068 | 951  | 1 077 | 970  | 944  |

| 2010 | - | - | - | - | - |
| ---- | - | - | - | - | - |
| 889  | - | - | - | - | - |

## Oméga
LaMoure abritait une des huit stations du système de navigation Oméga jusqu’à sa fermeture le 30 septembre 1997. La station a cessé d’émettre quand le GPS a supplanté Oméga. Elle sert aujourd’hui à la marine américaine pour ses communications en très basses fréquences.

## Climat
Selon la classification de Köppen, LaMoure a un climat continental humide, abrégé Dfb.
| Mois                              | jan.  | fév.  | mars | avril | mai | juin | jui. | août | sep. | oct. | nov. | déc.  |
| --------------------------------- | ----- | ----- | ---- | ----- | --- | ---- | ---- | ---- | ---- | ---- | ---- | ----- |
| Température minimale moyenne (°C) | −17,6 | −14,7 | −7,4 | 0,3   | 6,7 | 12,4 | 15   | 13,3 | 7,5  | 0,4  | −7   | −14,4 |
| Température maximale moyenne (°C) | −6,1  | −2,8  | 4,2  | 14,1  | 21  | 25,6 | 28,9 | 28,3 | 22,6 | 14,6 | 4,3  | −3,7  |